# Estação Portales (Metrô da Cidade do México)
A Estação Portales é uma das estações do Metrô da Cidade do México, situada na Cidade do México, entre a Estação Nativitas e a Estação Ermita. Administrada pelo Sistema de Transporte Colectivo, faz parte da Linha 2.
Foi inaugurada em 1º de agosto de 1970. Localiza-se na Estrada de Tlalpan. Atende os bairros Portales e Albert, situados na demarcação territorial de Benito Juárez. A estação registrou um movimento de 8.090.763 passageiros em 2016.